# Stelletta ceylonica
Stelletta ceylonica är en svampdjursart som först beskrevs av William Johnson Sollas 1888.  Stelletta ceylonica ingår i släktet Stelletta och familjen Ancorinidae. Inga underarter finns listade i Catalogue of Life.